# Трёхпоясный корольковый певун
Трёхпоясный корольковый певун (лат. Basileuterus trifasciatus) — вид птиц из семейства древесницевых. Выделяют два подвида.

## Распространение
Обитают в Южной Америке, в Эквадоре и Перу. Живут в лесах.

## Описание
Длина тела 12-13 см. Взрослые и молодые птицы с первого года жизни имеют оливково-зелёное оперение на верхней стороне тела и желтое на нижней. Его детали отличаются в зависимости от подвида.

## Биология
В рацион, вероятно, входят в основном, если не исключительно, беспозвоночные. Сезон размножения — январь-апрель, в сезон дождей, яйца откладываются в феврале-марте, недавно оперенная молодая птица наблюдалась в конце апреля — начале мая. Гнездо, устанавливаемое на земле или на валуне, имеет форму купола с боковым входом, сделанным из травы, листьев, небольших палочек и корней, покрытых мхом, травой или небольшими частицами древесного папоротника. В кладке 2 розовых с белым яйца с коричневыми пятнами размером 17×68 мм на 13×39 мм.